# دهستان جغتای
جغتای، علاوه بر مرکز شهرستان نام دهستانی از توابع بخش مرکزی شهرستان جغتای استان خراسان رضوی ایران است.

## جمعیت
بر اساس سرشماری سال ۱۳۸۵ جمعیت این دهستان (۲٬۶۰۵خانوار) برابر با ۱۰٬۳۷۴نفر
بوده است.